# Ластик (ткань)
Ла́стик (англ. lasting — «прочный») — тонкая плотная хлопчатобумажная ткань атласного переплетения с гладкой блестящей лицевой стороной.
Ластик выпускался преимущественно гладкокрашеным в различных цветовых оттенках и шёл на пошив недорогой мужской летней одежды, а также подкладки для мужских костюмов и пальто. В романе «Бедные дворяне» А. А. Потехина фигурирует летний ластиковый сюртук. Из ластика шили также ливреи для слуг. По сравнению с другими хлопчатобумажными тканями атласного переплетения ластик гораздо плотнее сатина, но значительно тоньше демикотона. Ластик-дубль — сорт ластика повышенного веса. Ластиком также называли эластичную ткань с резиновой основой и шёлковым или хлопчатобумажным утком, выпускавшуюся в лентах и использовавшуюся в штиблетах, поясах, подтяжках и подвязках.